# Макбрайд, Шон
Шон Макбрайд (англ. Seán MacBride; 26 января 1904, Париж — 15 января 1988, Дублин) — политический и общественный деятель Ирландии. По образованию юрист. Министр иностранных дел Республики Ирландия от партии Кланн на Поблахта с 18 февраля 1948 по 13 июня 1951 года. Занимал посты в многочисленных международных организациях, один из основателей Международной амнистии. Нобелевская премия мира (1974, совместно с бывшим премьер-министром Японии Эйсаку Сато), Международная Ленинская премия «За укрепление мира между народами» (1976).

## Биография
Родился и вырос в Париже, его родным языком был французский. Его мать, Мод Гонн, была известной актрисой и музой У. Б. Йетса. Выехал из Франции после того, как его отец — майор Джон Макбрайд, ветеран Англо-бурской войны и ирландский республиканский повстанец — был казнён после подавления Пасхального восстания (1916).

### Ирландская республиканская партия
Активный участник борьбы за независимость Ирландии. В 1919 году в 15-летнем возрасте присоединился к Ирландским добровольцам, сражавшимся в рядах Ирландской республиканской армии (ИРА) во время Войны за независимость Ирландии. Подвергался преследованиям английских властей, неоднократно заключался в тюрьму.
Выступив против англо-ирландского договора 1921 года, был заключён уже правительством Ирландского Свободного государства. После освобождения в 1924 году смог поступить на юридический факультет Университетского колледжа Дублина и вернуться к деятельности в ИРА. Некоторое время был личным секретарём Имона де Валера и сопровождал того в путешествии в Рим. В 1920-е годах был одним из руководителей ИРА, возглавлял её разведку.
На свой 21-й день рождения в январе 1925 года женился на Каталине Бальфин, разделявшей его политические взгляды. В конце 1920—1940-х годах занимался журналистикой и юридической практикой. Перед возвращением в Дублин в 1927 года некоторое время проработал журналистом в Париже и Лондоне. Вскоре после прибытия был ложно обвинён в причастности к убийству вице-президента исполнительного совета и министра юстиции Кевина О’Хиггинса, однако сумел доказать, что на тот момент ещё находился на полпути в Ирландию, и привлечь в качестве свидетеля своего политического оппонента из юнионистской Гэльской лиги (Cumann na nGaedhael) Брайана Купера. Тем не менее, как политически неблагонадёжного его заключили в тюрьме Маунтджой.
К концу 1920-х, когда многие сторонники ИРА и Шинн Фейн перешли в новую партию Фианна Файл, многие из оставшихся членов начали продвигать более левую повестку. Когда армейский совет ИРА проголосовал против этой идеи, Шон Макбрайд с единомышленниками в 1931 году запустили новое леворадикальное движение — «Свободная Ирландия» (Saor Éire). Хотя оно не было вооружённым, власти всё равно запретили его наряду с ИРА и десятком других групп, а Макбрайд подпал под пристальное внимание спецслужб. Он возглавил штаб ИРА, когда в 1936 году предыдущий начальник штаба Мосс Туоми был заключён на 3 года. В это время организацию раздирали конкурирующие фракции и деятели; сам Макбрайд был несогласен с решением своего преемника Тома Барри начать военную операцию против британцев.
После принятия Конституции Ирландии в 1937 году Макбрайд, отвергнувший террористические методы борьбы, покинул ИРА, избрав деятельность адвоката и правозащитника, неоднократно защищавшего заключённых республиканцев и боровшегося против негуманных условий содержания в тюрьмах.

### Политическая деятельность. Кланн на Поблахта

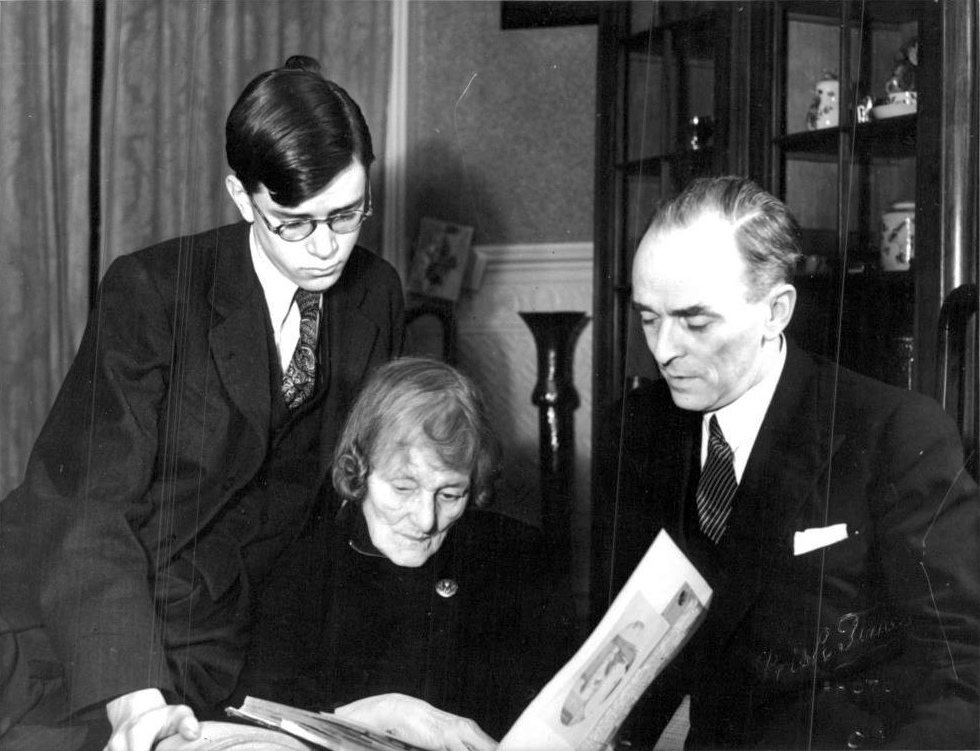
Шон Макбрайд с сыном и матерью, Мод Гонн, в 1948 году

В 1947—1958 годах депутат ирландского парламента от созданной им в 1946 году республиканской партии Кланн на Поблахта («Семья/Дети республики») — левоцентристского откола от Шинн Фейн, при помощи которого он рассчитывал вытеснить доминирующую в ирландской политике партию Фианна Файл. Впервые был избран в Дойл Эрен на довыборах в октябре 1947 года, став одним из двух первых депутатов от новой партии.
Его усилиями был отменён Акт о внешних сношениях 1936 года, согласно которому король Георг VI, провозглашённый королём Ирландии, выполнял дипломатические функции главы государства. Активно добивался выхода страны из Британского Содружества и закрепления независимого республиканского статуса, что и было осуществлено в 1949 году. В 1948—1951 годах министр иностранных дел в первом межпартийном кабинете Республики Ирландия под началом Джона А. Костелло. Это правительство было крайне разнородным, опираясь на коалицию, включавшую более правую Фине Гэл и более левые Кланн на Поблахта, Кланн на Талмхан, Лейбористскую партию и отколовшуюся от неё Национальную лейбористскую партию, а также некоторых независимых депутатов.
При Макбрайде в 1949 году Ирландия стала членом Организации европейского экономического сотрудничества и Совета Европы как соучредитель; он был вице-президентом ОЕЭС с 1948 по 1951 год и председателем Совета министров иностранных дел Совета Европы в 1950 году. В качестве министра участвовал в разработке Европейской конвенции о защите прав человека и основных свобод, подписанной в Риме 4 ноября 1950 года, и добился невхождения Ирландии в НАТО, отклонив соответствующее предложение на том основании, что это будет означать, что республика признает принадлежность Северной Ирландии к Соединённому королевству.
Однако когда его соратник по партии и коллега по правительству доктор Ноэль Браун, достигший внушительных успехов в искоренении туберкулёза и добивавшийся создания всеобщей системы здравоохранения, вступил в конфликт с католическими епископами по поводу предложенной им программы «Матери и ребенка» (целью которой было обеспечение государством бесплатного медицинского обслуживания для всех беременных женщин и детей до 16 лет), Шон Макбрайд потребовал от него подать в отставку с поста министра здравоохранения. В итоге правительство Костелло распалось, а представительство Кланн на Поблахта на следующих выборах 1951 года сократилось до всего двух мест — многие сторонники партии считали, что Макбрайд как партийный лидер предал доктора Брауна. Выступая против интернирования бойцов ИРА во время проводимой теми операции «Жатва», Макбрайд участвовал в выборах 1957 и 1961 годов, но в парламент избран уже не был.

### В международных организациях

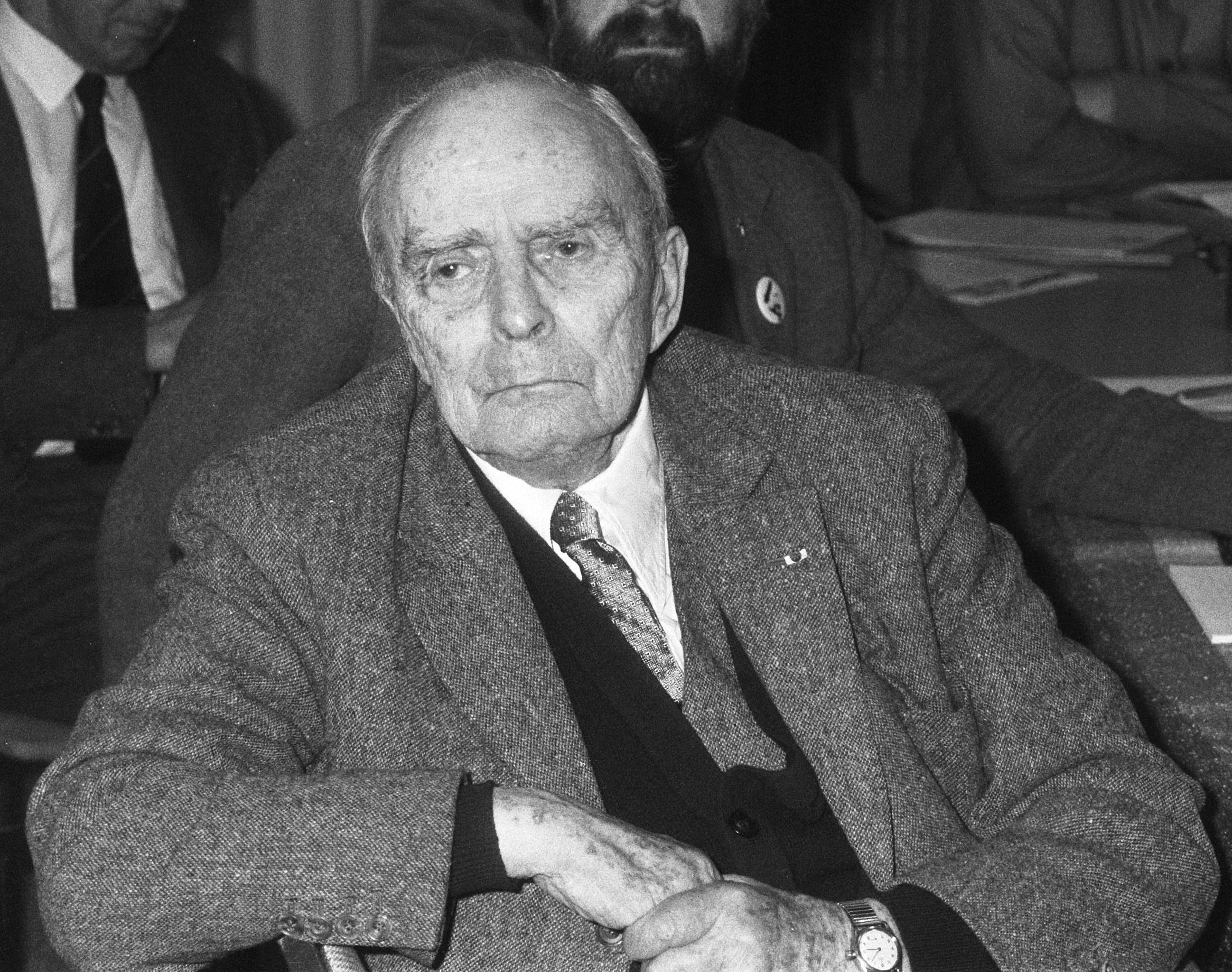
Шон Макбрайд в 1986 году

С 1960-х целиком перенёс свою деятельность в международную плоскость. Занимал ответственные посты в многочисленных международных организациях, включая ООН, Совет Европы и Международную амнистию. Вице-президент Организации экономического сотрудничества и развития.
Один из основателей (наряду с Питером Бененсоном) Международной амнистии, её международной председатель, до 1974 года посетивший множество стран с целью освобождения узников совести. Член группы юристов, основавших организацию JUSTICE — изначально для мониторинга политических процессов против участников Венгерского восстания 1956 года после его подавления, но затем ставшую британской секцией Международной комиссии юристов. В 1963—1971 годах председатель (генеральный секретарь) Международной комиссии юристов.
Автор Устава Организации африканского единства и первой конституции первой африканской страны, получившей независимость — Ганы (при Кваме Нкруме). С 1973 по 1977  года верховный комиссар ООН по Намибии, которая на тот момент была оккупирована ЮАР. Память о его отце как командующему добровольческой Ирландской трансваальской бригады, сражавшейся на стороне буров в Англо-бурской войне, предоставила ему уникальный доступ к правительству Южной Африки. В 1985 году обвинил страны НАТО в предоставлении ЮАР всей необходимой помощи для создания военной ядерной промышленности. Внёс свой вклад в кампанию международного давления и санкций ООН против южноафриканского режима апартеида, благодаря которому в конечном итоге удалось добиться независимости Намибии в 1990 году.
Председатель исполнительного комитета (1968—1974) и президент (1974—1985) Международного бюро мира в Женеве. Активно участвовал в подготовке и работе Всемирного конгресса (1973, выступил его вице-президентом) и Всемирного форума миролюбивых сил в Москве (1977). В 1980-х инициировал Обращение юристов против ядерной войны. В 1982 году возглавлял комиссию по рассмотрению возможных нарушений международного права Израилем во время его военной операции 1982 года в Ливане.
Возглавлял Международную комиссию ЮНЕСКО, подготовившую к 1980 году доклад по проблемам информации в современном мире под заглавием «Много голосов, один мир». Указывал на проблему концентрации и коммерциализации медиа, доклад Макбрайда призывал к демократизации СМИ, преодолению неравенства и обеспечению нового, более справедливого международного информационного и коммуникационного порядка. Хотя доклад нашёл большую международную поддержку, США и Великобритания осудили его и покинули ЮНЕСКО.
В 1984 году выступил с планом («Принципы Макбрайда») прекращения в Северной Ирландии дискриминации католиков при приёме на работу, поддержанным Шинн Фейн и Соединёнными Штатами, но отвергнутым британским и ирландским правительствами.
Умер в Дублине 15 января 1988 года, за 11 дней до своего 84-го дня рождения. Похоронен на кладбище Гласневин в одной могиле с матерью.

## Премии
- Нобелевская премия мира (1974)
- Международная Ленинская премия «За укрепление мира между народами» (1977)
- Серебряная медаль ЮНЕСКО за мир (1980)